# Gunnar Tibell
Anders Gunnar Tibell, född 2 april 1930, var en svensk fysiker, död 2 september 2012. Han var professor i högenergifysik vid Uppsala universitet. Tibell var även körsångare i bland annat Orphei Drängar och var i många år verksam som recensent av klassisk musik för Upsala Nya Tidning.